# Ruine Thierberg
Die als Halbruine erhaltene und 1285 erstmals urkundlich erwähnte Burg Thierberg liegt 721 m ü. A. auf dem Thierberg im Norden von Kufstein in Tirol. Nach 1580 wurde nach Teilabbrüchen die Burgkapelle, die mittlerweile zu einem Wallfahrtsort wurde, in den umgebauten Palas verlegt.

## Geschichte
Die Höhenburg auf dem Thierberg wurde 1285 von den Freundsbergern als östlicher Stützpunkt ihrer weitläufigen Besitzungen im Unterinntal erbaut. 1379 verkaufte das aus der Nähe von Schwaz stammende Adelsgeschlecht die Anlage an die Herzöge von Bayern. Mit dem Übergang des östlichen Tiroler Unterinntals an das Herzogtum Österreich ging die Burg in den Besitz der Habsburger über. Nach dem Ausbau der Festungen von Kufstein und Rattenberg verlor die Burg an Bedeutung, deshalb wurde sie ab der zweiten Hälfte des 15. Jahrhunderts dem Verfall preisgegeben.

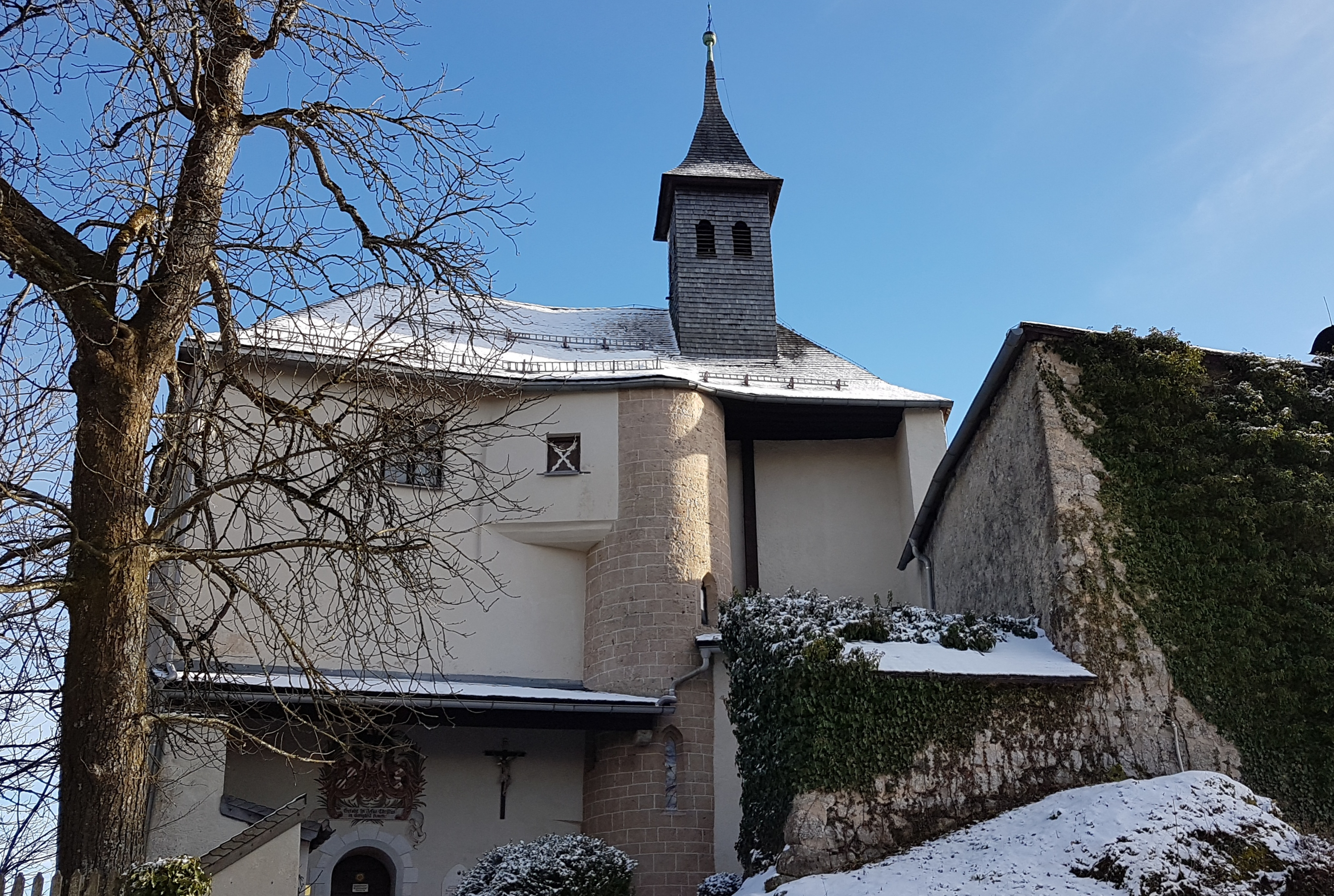
Thierbergkapelle und Einsiedelei (rechts im Bild)

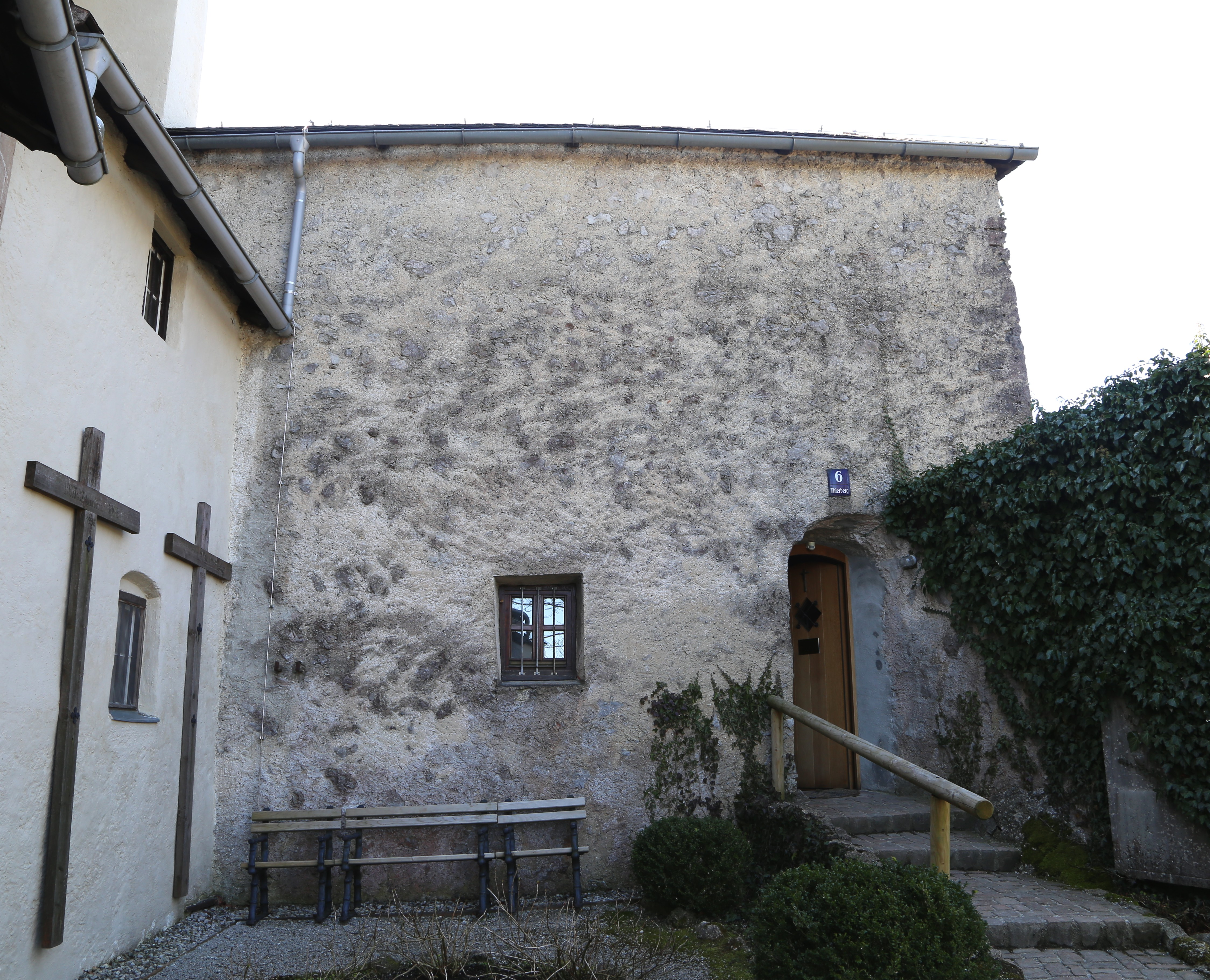
Die Einsiedelei

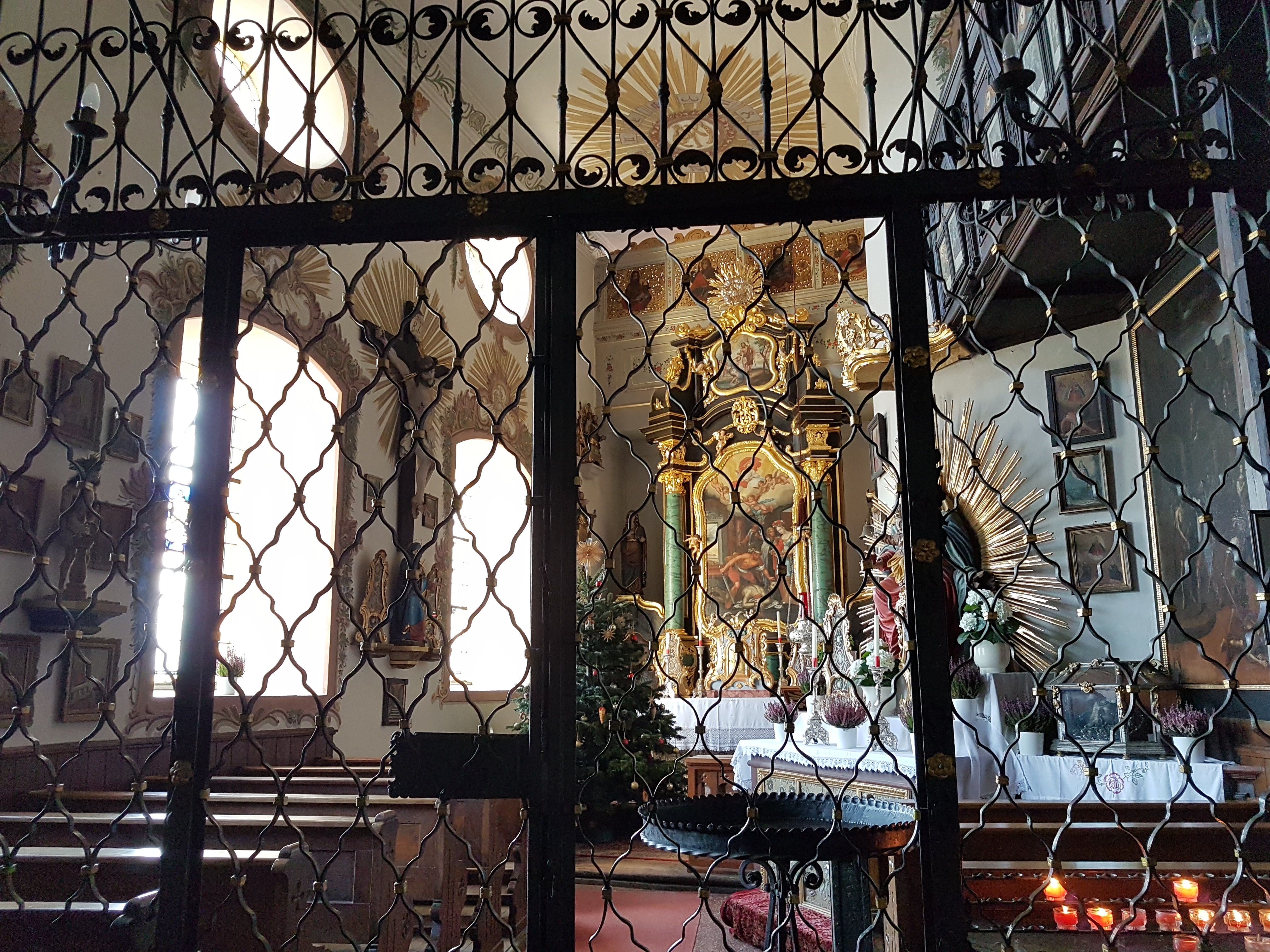
Kapellen-Inneres

Nach mehrfachen Besitzerwechseln kam die Anlage 1584 in die Hände von Georg Voglmayer, der den Palas teilweise wieder auf- und umbauen und in ihn die zur Wallfahrtsstätte gewordene Burgkapelle verlegen ließ. In der zweiten Hälfte des 16. Jahrhunderts bekam die Kapelle für die Wallfahrer einen eigenen Kaplan. Im letzten Viertel des 17. Jahrhunderts wurde auf dem Thierberg eine Einsiedelei eingerichtet; dafür wurde am ehemaligen Palas ein Anbau errichtet. Ein verheerender Brand zerstörte im Jahr 1700 den Palas bis auf die Außenmauern. Anschließend wurde der Bau mit der Kapelle wieder hergerichtet und die Ausstattung im Stil des Spätbarocks erneuert und im 19. Jahrhundert ergänzt.
Im Laufe des 19. Jahrhunderts wurde am Aufstieg vom Gasthof Neuhaus aus ein Kreuzweg angelegt. Der Bergfried, die Gebäude und die Reste des Bering-Mauerwerks wurden 2001 aufwendig saniert.

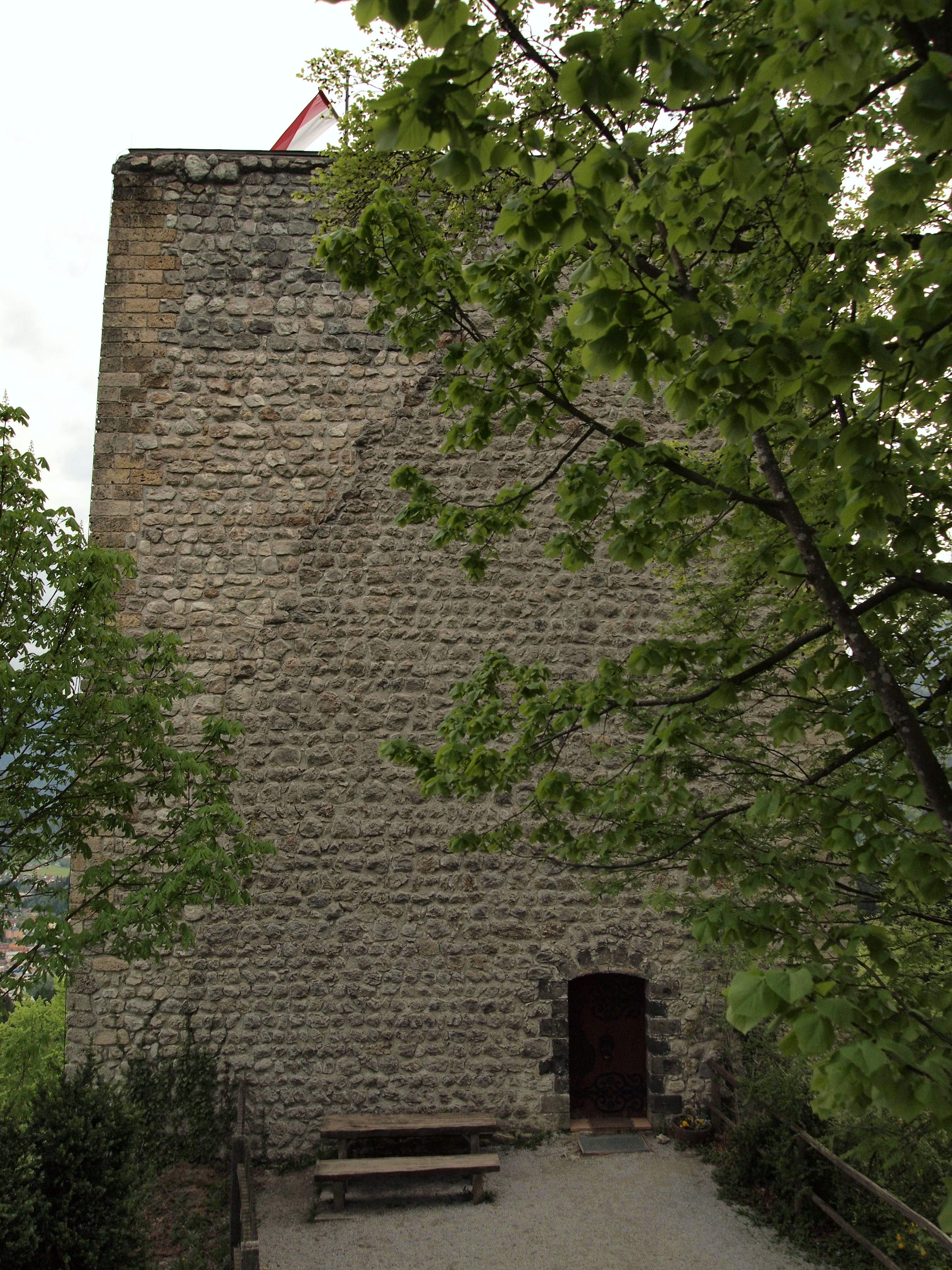
Bergfried
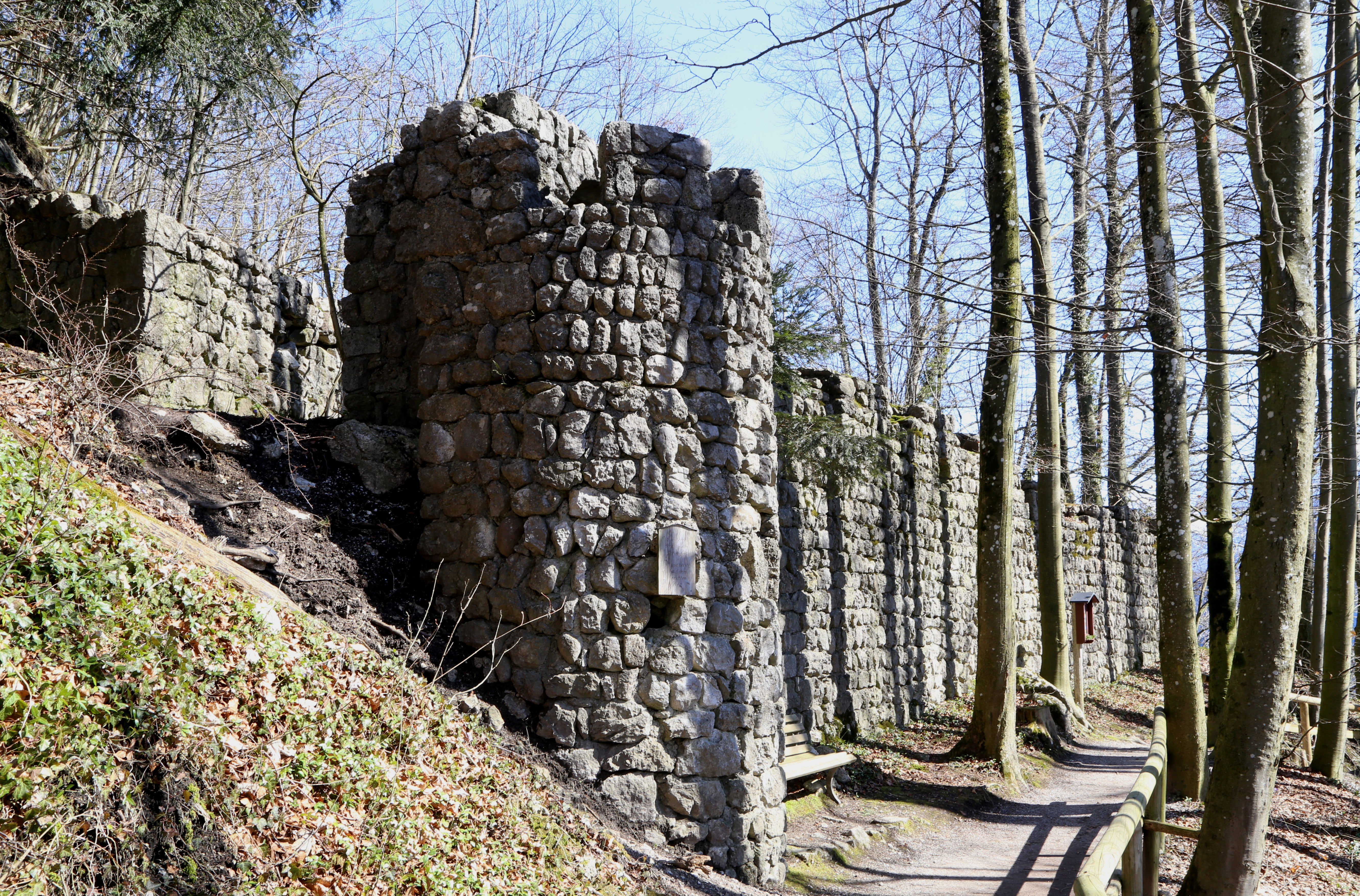
Mauer- und Turmreste des äußeren Berings
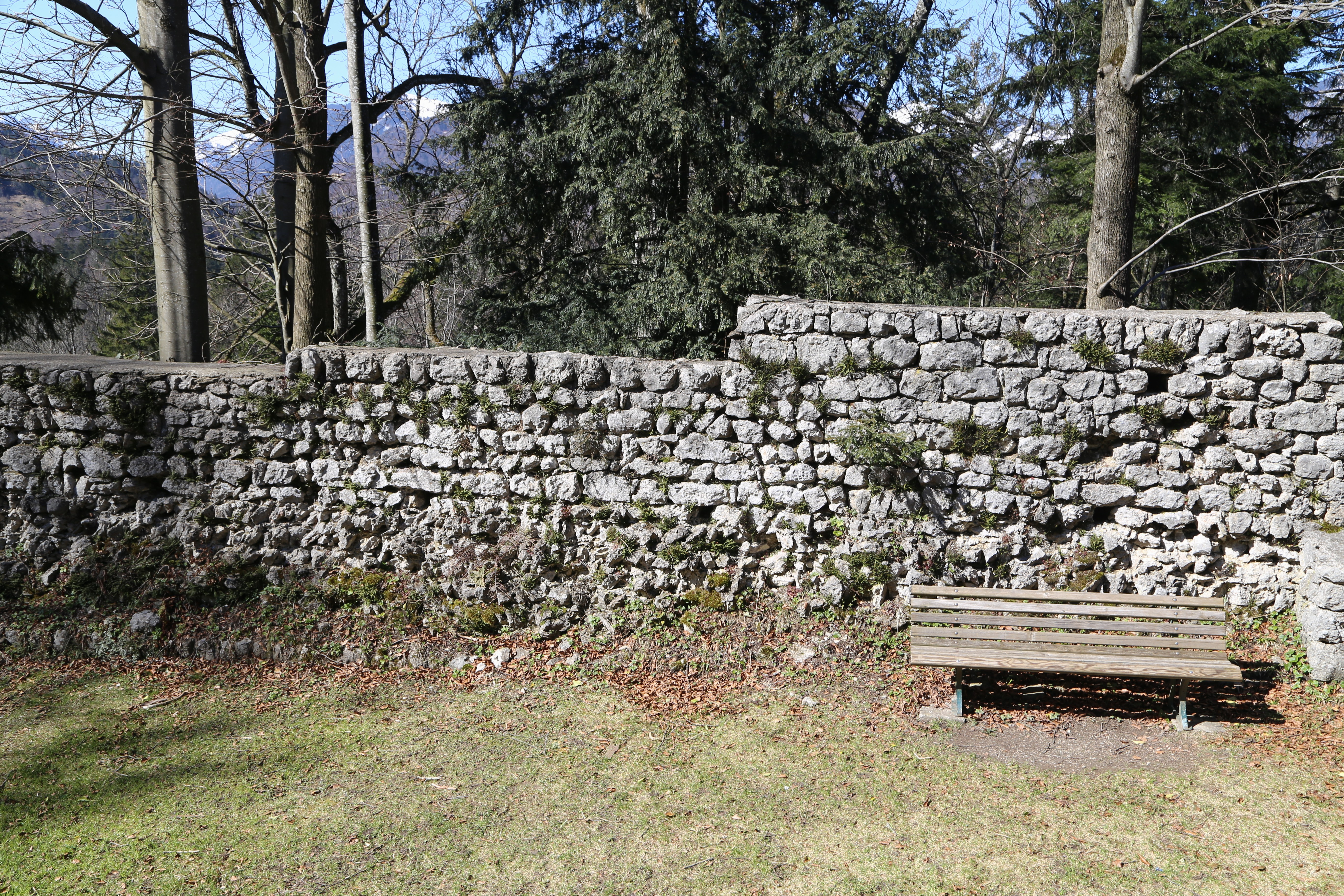
Mauerreste des inneren Berings

## Beschreibung
Die heutige Ruine der Höhenburg besteht aus dem Bergfried (der etwa nur 70 % der ursprünglichen Höhe aufweist), dem ehemaligen Palas mit der Kapelle im Erdgeschoß und einer saalartigen Oberkapelle, der als Schauraum für Paramente, Weihnachtskrippe und Reliquien dient, sowie der daneben befindlichen bewohnten Einsiedelei. Es ist die letzte Einsiedelei Tirols. Es sind auch noch nicht unerhebliche Reste des Mauerwerks der Wehranlagen von der inneren Burg und dem Zwinger vorhanden.

### Wallfahrtskapelle St. Johannes der Täufer
Die alte Burgkapelle wurde in der Konradinischen Matrikel des Bistums Freising 1315 erstmals urkundlich erwähnt. Der heutige, Thierbergkapelle genannte Sakralraum befindet sich im umgebauten Erdgeschoß des Palas. Dieser stellt ein unregelmäßiges Rechteck dar, da die eingebaute Wendeltreppe zum Obergeschoß in den Raum hineingreift. Die Kapelle ist gebäudebedingt von Nord nach Süd ausgerichtet und besitzt eine nördliche Empore. Die Ostfenster zeigen reiche Stuckumrahmungen.

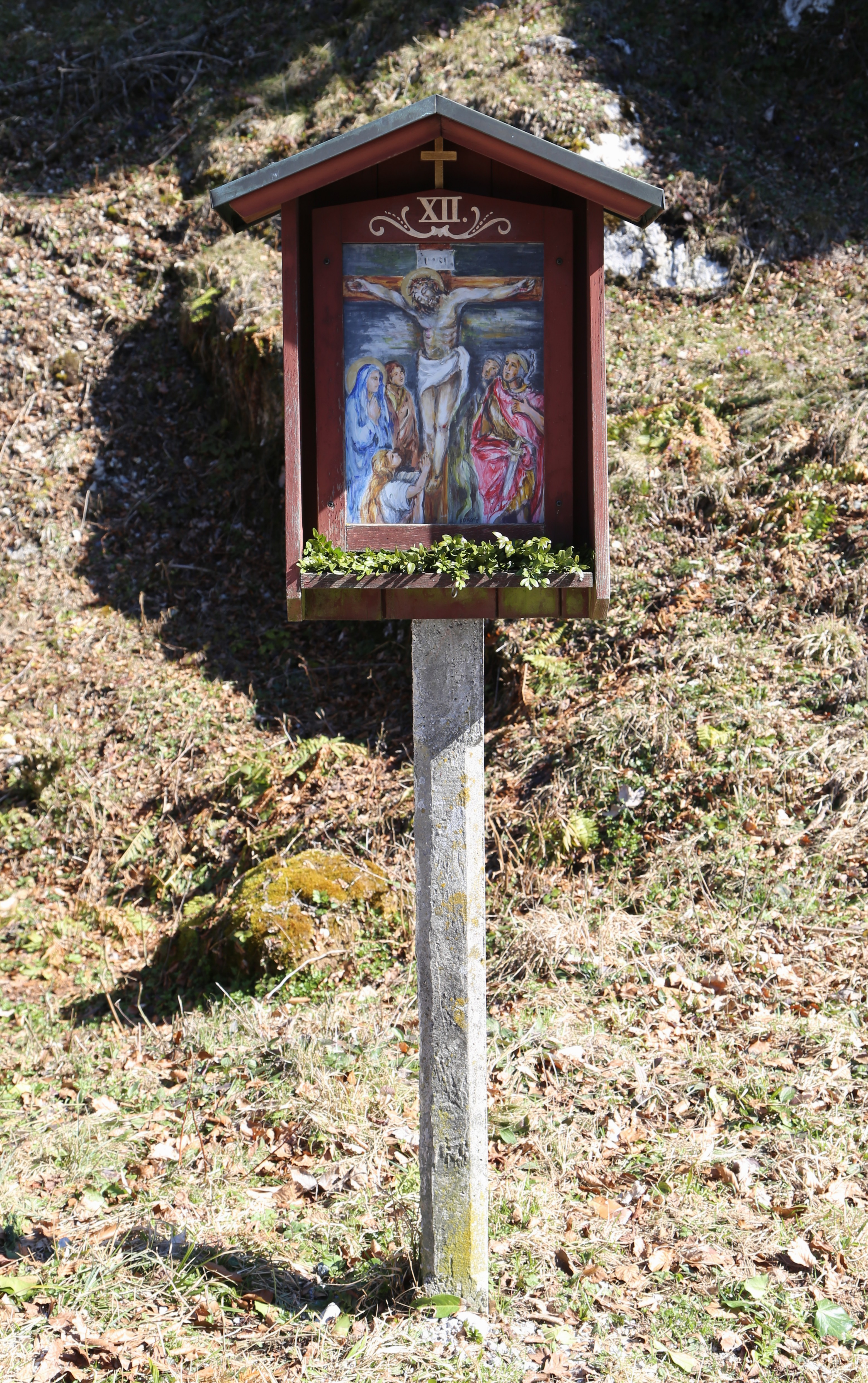
Station am Kreuzweg-Aufstieg zur Burgruine

Auf dem Hochaltar von 1780 ist ein Gemälde, das die Enthauptung des Hl. Johannes des Täufers darstellt, von Franz Stirz angebracht. An den Chorseitenwänden sind halbfigürliche Büsten der Zwölf Apostel aufgestellt. Eine Nachbildung der Madonna von Montserrat, die 1811 in den Sakralraum kam, steht auf dem südwestlichen Seitenaltar. Zwischen den Fenstern ist ein barockes Kruzifix, mit Jesus im Strahlenkranz, angebracht. Auf dem, in einer Wandnische der Westwand befindlichen, Gemälde sind vier Stationen aus dem Leben des Kapellenpatrons dargestellt. Fast die gesamten restlichen Wandflächen zieren Votivtafeln und volkstümliche Votivgaben aus Wachs.

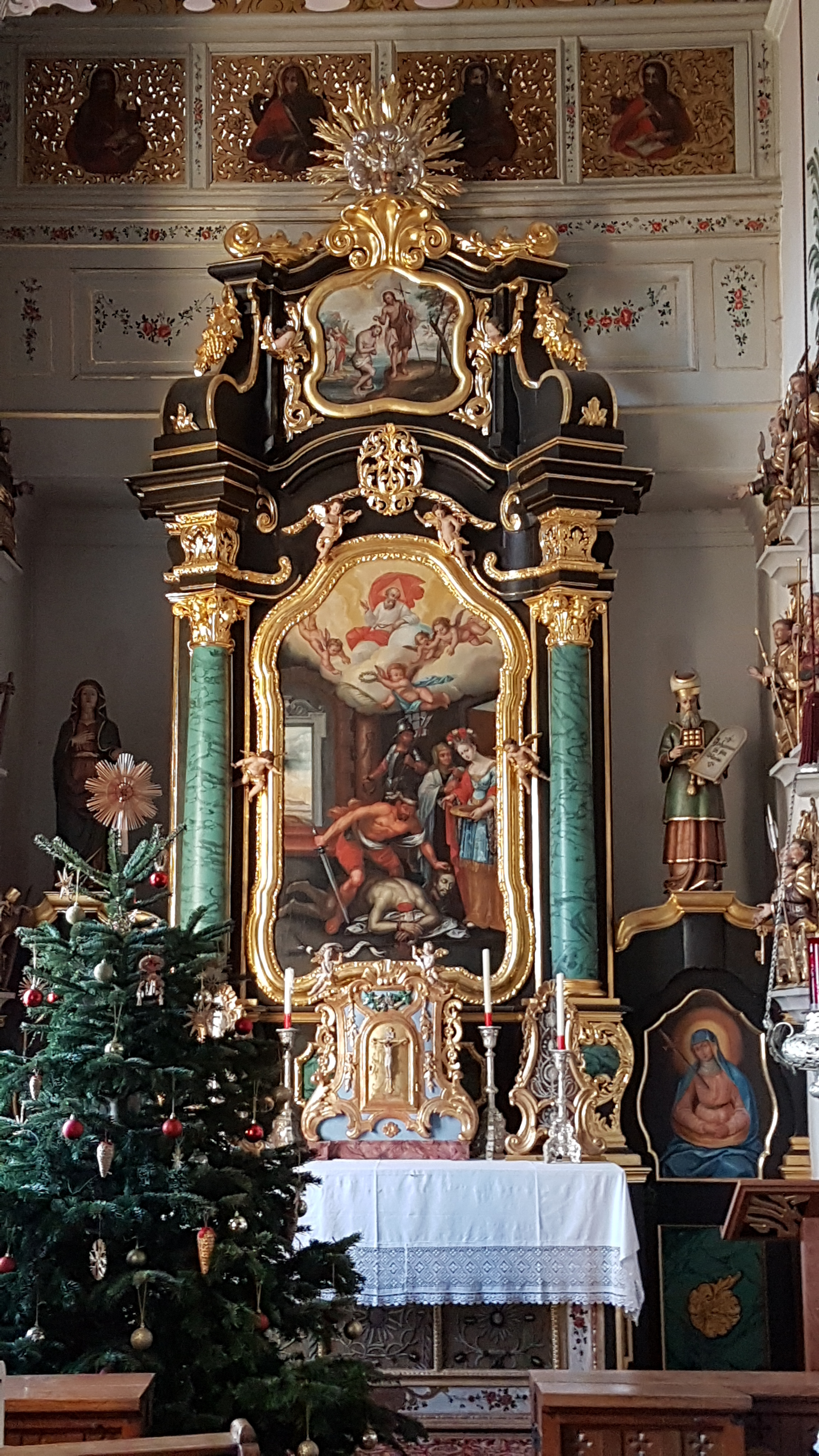
Hochaltar
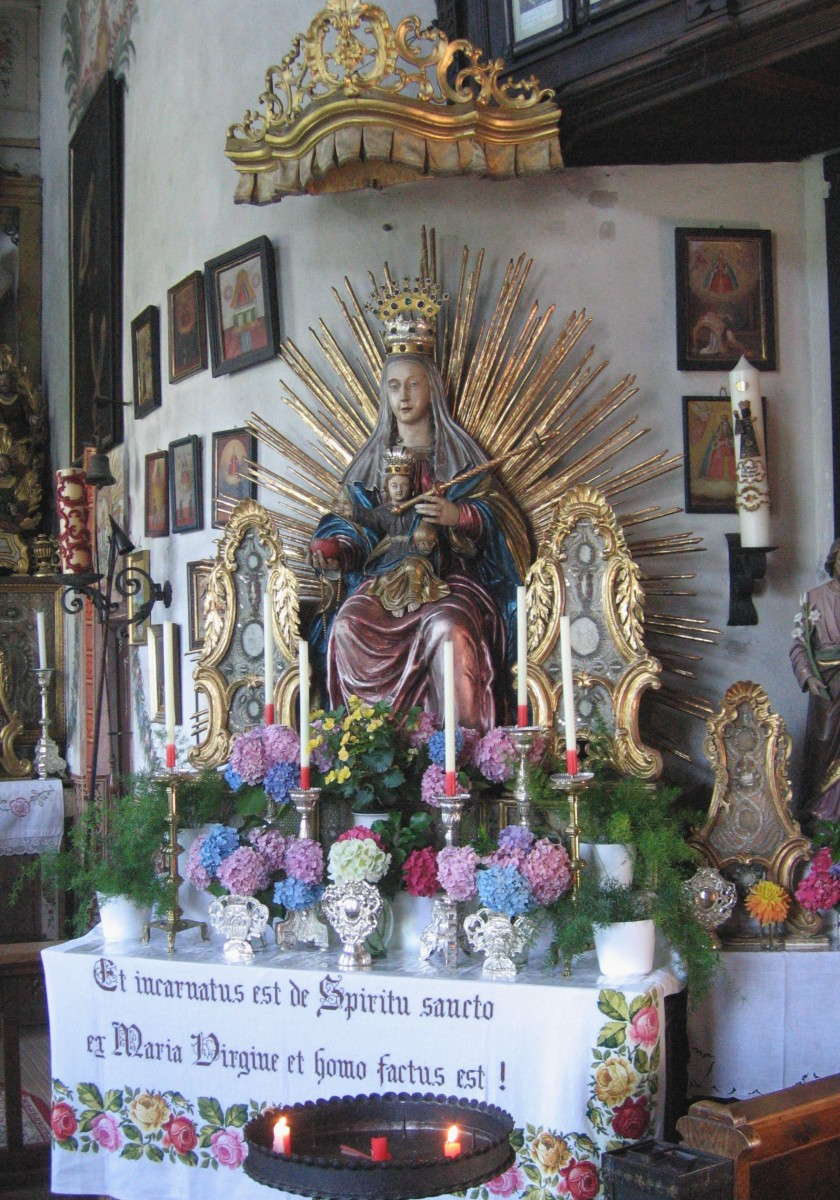
Seitenaltar mit Gnadenbild-Kopie

### Zugangswege
Man gelangt über mehrere Wege bis zur Ruine, der bekannteste ist jener mit dem Kreuzweg, der über das Gasthaus Neuhaus hinaufführt. Es ist ein ideales Ausflugsziel, auch für kleinere Kinder, da es nicht zu weit und steil zum Gehen ist. Ein weiterer Weg zur Thierbergkapelle führt von Kiefersfelden bzw. vom Hechtsee über die Einöden Aigen und Aschau.
Der Kreuzweg ist oft Schauplatz von Veranstaltungen der katholischen Jugend.